# كأس إسكتلندا 1997–98
كأس اسكتلندا 1997–98 (بالإنجليزية: 1997–98 Scottish Cup)‏ هو موسم من كأس اسكتلندا. فاز فيه هارت أوف ميدلوثيان.